# IC 1247
IC 1247 је појединачна звијезда у сазвјежђу Змијоноша која се налази на листи објеката дубоког неба у Индекс каталогу.
Деклинација објекта је - 12° 46' 53" а ректасцензија 17h 16m 22,0s.